# Palača kulture
Palača kulture (ruski: Дворец культуры) ili Dom kulture naziv je za veliku kulturnu ustanovu u bivšem Sovjetskom Savezu i državama Istočnog bloka. U mnogim mjestima i danas su aktivne za potrebe kulture i šire.
To je ustanova za sve vrste kulturnih aktivnosti, rekreativnih aktivnosti i hobija. Palača kulture je dizajnirana, da ima mjesta za razne kulturne, umjetničke i hobističke sadržaje. U tipičnoj Palači kulture nalazi se jedna ili nekoliko kino-dvorana, koncertna dvorana ili više njih, predavaonice, plesni studio (za folklor, balet, plesna dvorana), prostorije za udruge i amaterske skupine poput amaterskoga kazališta, amaterskoga glazbenoga studija i još mnogo toga.
Grupe su podijeljene prema dobi sudionika, od djece do umirovljenika. Narodna knjižnica ponekad može biti smještena u Palači kulture. Većina aktivnosti moguća je uz besplatno članstvo ili uz neku novčanu naknadu.
U vrijeme socijalizma, Palača kulture služila je širenju kulture i borbi protiv delikvencije i huliganizma. Bila je težnja, da se ljudi u slobodno vrijeme bave kulturnim aktivnostima, umjesto da se odaju alkoholu ili nasilju.
Palače kulture uvedene su u ranim danima Sovjetskog Saveza, baštineći ulogu koju su ranije imali takozvani "narodni domovi" (ruski: народные дома).